# Embalse de Ivánkovo
El embalse de Ivánkovo (en ruso: Ива́ньковское водохрани́лище, Ivánkovskoye vodokhranilishche), igualmente conocido bajo el nombre de mar de Moscú, es un lago artificial de Rusia. Es el primer embalse establecido sobre el curso del río Volga desde su fuente. Está situado entre los óblast de Moscú y Tver, a unos 130 km al norte de la ciudad de Moscú. La presa del embalse se encuentra en la ciudad de Dubná y la central eléctrica produce 130 millones de kWh al año. la ciudad de Konakovo está situada en su orilla meridional. El embalse está unido al río Moscova por el canal de Moscú, que es la principal vía de suministro de agua de la ciudad de Moscú.
Las obras de la presa de Dubná y del embalse de Ivánkovo se desarrollaron al mismo tiempo que las del canal de Moscú, entre 1933 y 1937. La histórica ciudad de Korchevá, así como varios pueblos más, fueron sumergidos por el llenado del embalse en 1937.

## Galería

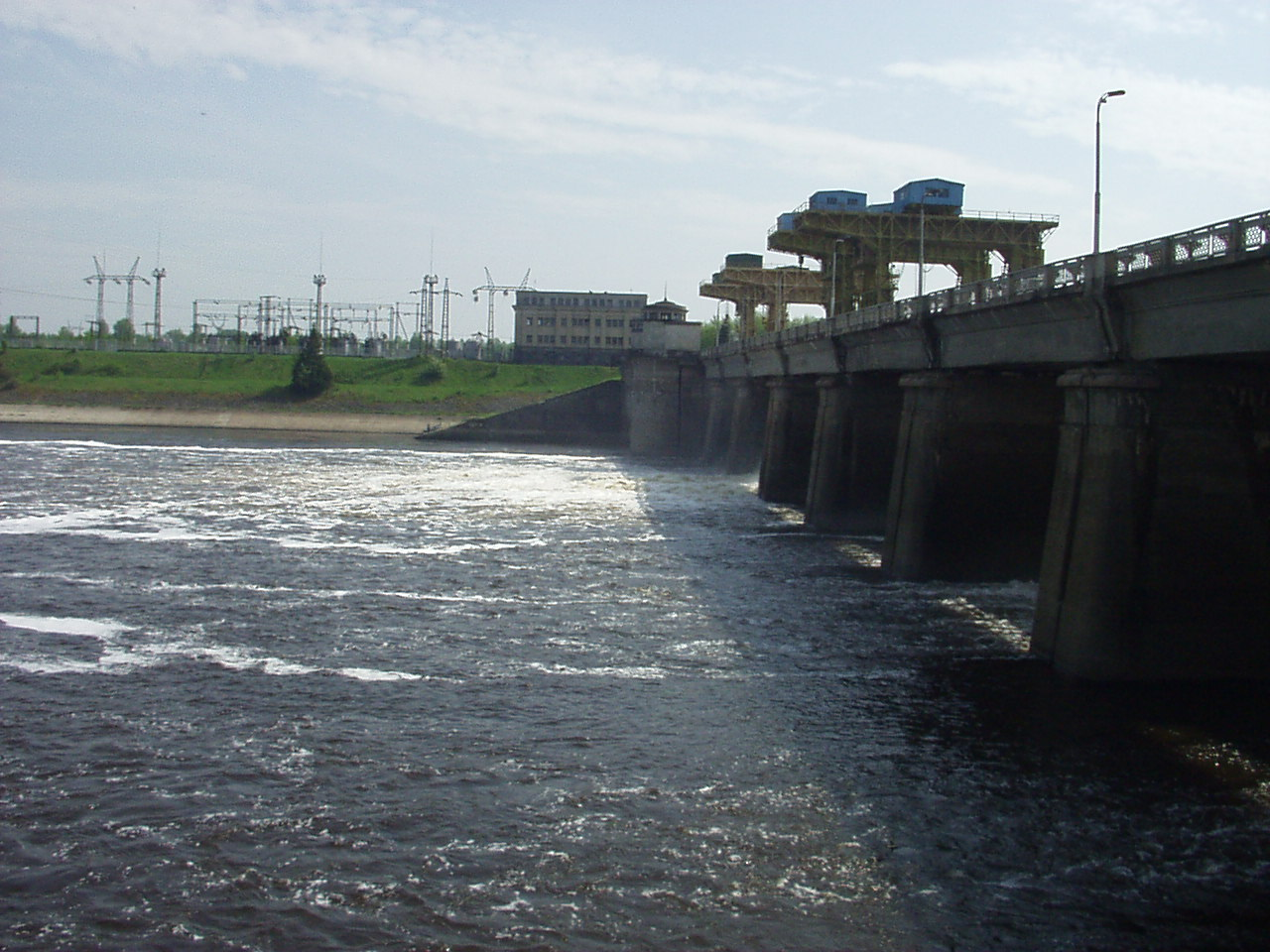
Central eléctrica de Ivánkovo.
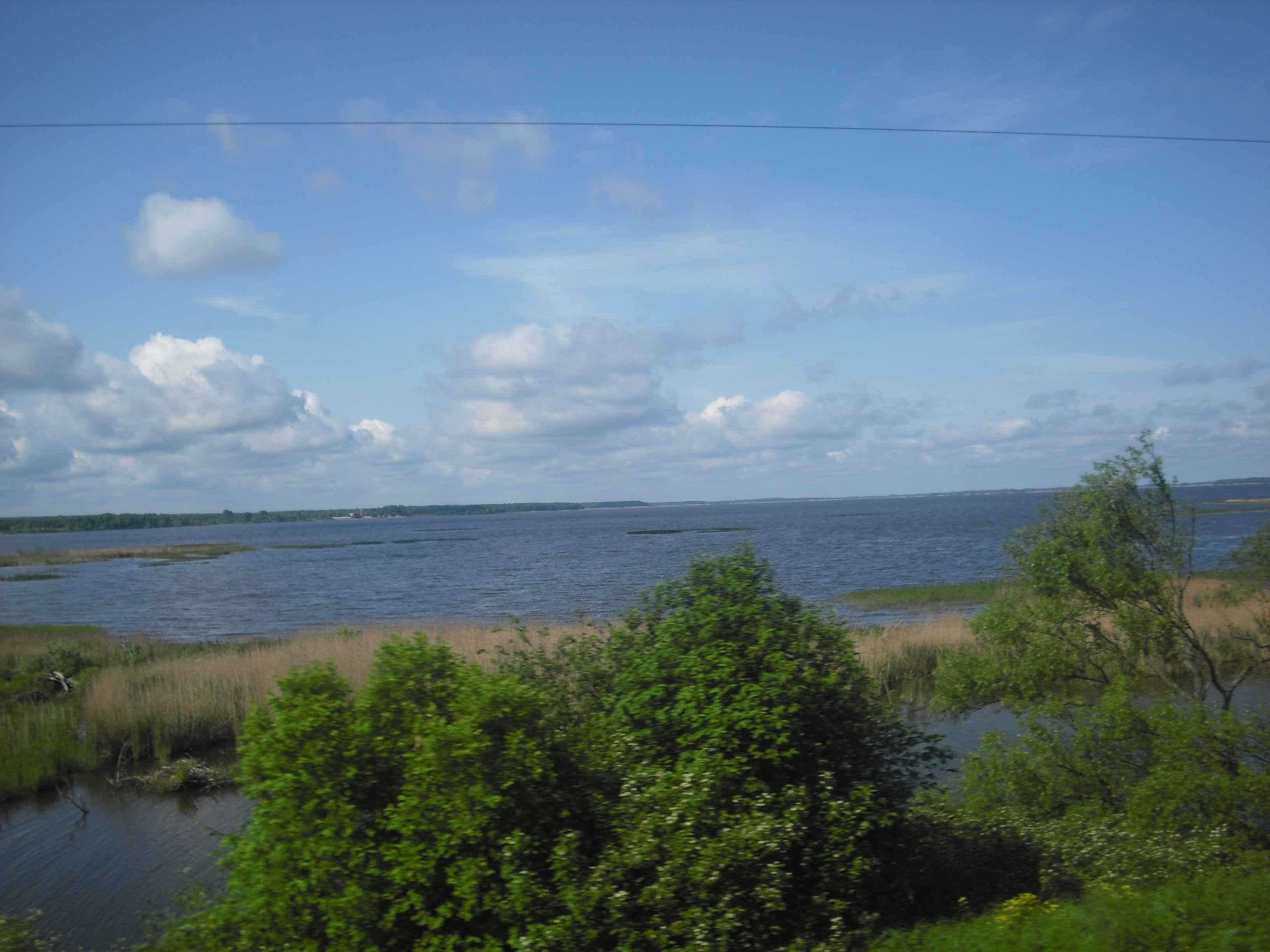
Vista desde el tren Moscú-San Petersburgo